# Xu Yinsheng
Xu Yinsheng Chinees: 徐寅生 (Shanghai, 12 mei 1938) is een voormalig Chinees professioneel tafeltennisser. Xu is zijn achternaam.
Hij werd viermaal wereldkampioen op de wereldkampioenschappen tafeltennis tussen 1961 en 1965.

## Belangrijkste resultaten
- WK
  -  Goud met het team in 1961 in Peking.
  -  Goud met het team in 1963 in Praag.
  -  Goud met het team in 1965 in Ljubljana.
  -  Goud in de mannen dubbelspel in 1965 met landgenoot Zhuang Zedong.